# Ocell de tempesta de Madeira
L'ocell de tempesta de Madeira, petrell de Madeira o petrell de tempesta de Madeira (Oceanodroma castro) és un ocell marí de la família dels hidrobàtids (Hydrobatidae), d'hàbits pelàgics que cria a caus i esquerdes de les roques a illes del Pacífic i l'Atlàntic, properes al Japó, Hawaii, illes Galápagos, Açores, Madeira, Salvatges, Cap Verd, Ascensió i Santa Helena. Després es dispersa per ambdós oceans.

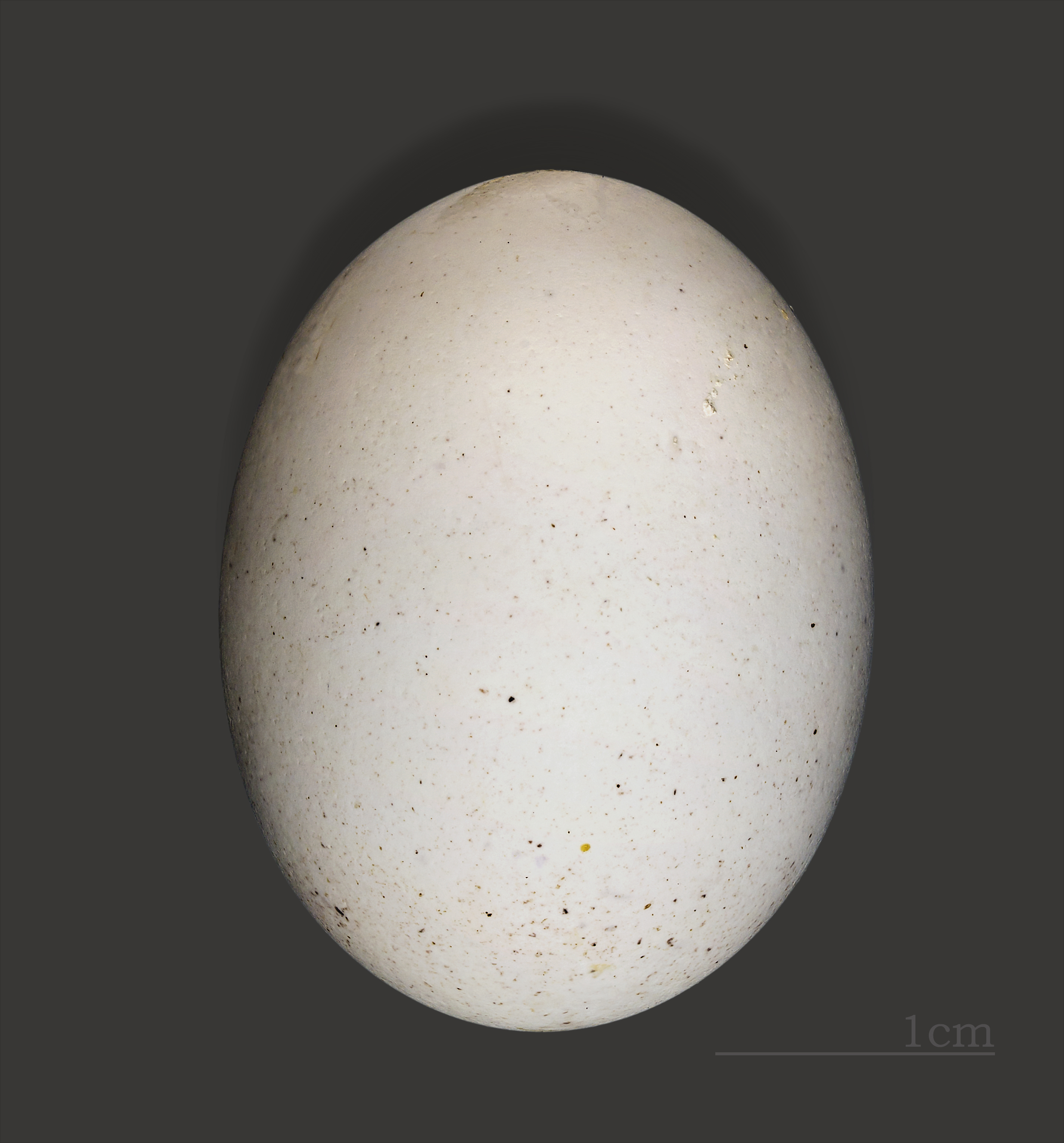
L'ou.